# Sunbright
Sunbright város az USA Tennessee államában, Morgan megyében. Lakosainak száma 519 fő (2020. április 1.).

## Népesség
A település népességének változása:
| Lakosok száma | 577  | 552  | 519  |
|               | 2000 | 2010 | 2020 |